# Шора (игра)
Шора или лопта на бегање се играла на читавој територији Војводине. До пре пар година опстала је још једино у Банату, тачније у селу Томашевац и суседном Орловату где се и данас традиционално упражњава, за Ускрс. У питању је древна пастирска игра која се играла по утринама, у паузама мотрења на стадо. У Томашевцу су је практиковали и док су се одмарали од изградњи кућа набијача. 
Назив „Шора“ потиче из локалног банатског сленга („рашорати“ или „зашорати“, а може и „шорнути“-ударити лоптицу). Ова игра је слична бејзболу и крикету због кретања од базе до базе. Због тога постоји и локални мит да је Михајло Пупин Американцима представио ову игру од које је настао данашњи бејзбол. Наравно, време настанка бејзбола и одласка Пупина у Америку никако не поткрепљују ово веровање.